# Ordine architettonico

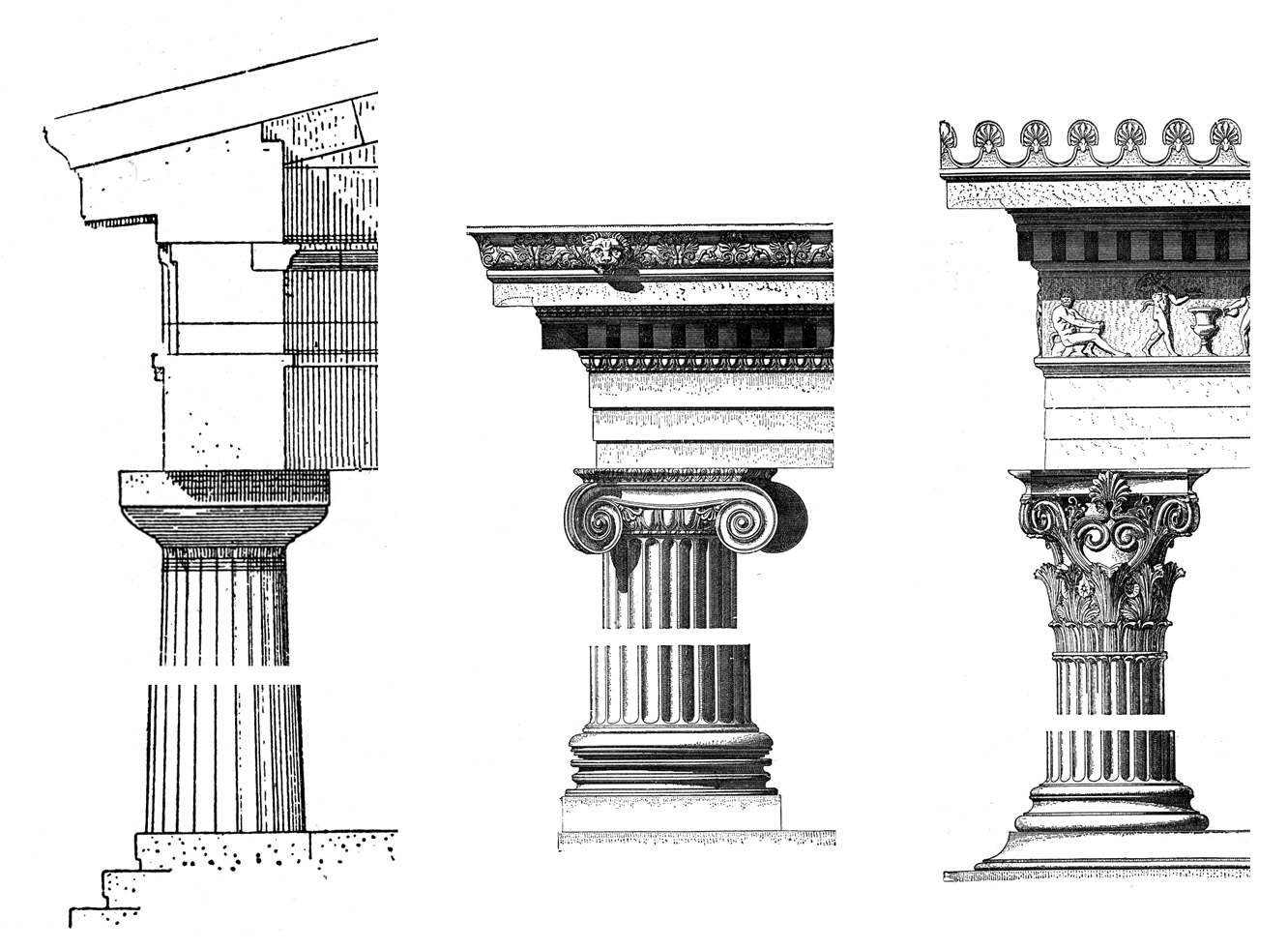
Ordini dorico, ionico e corinzio.

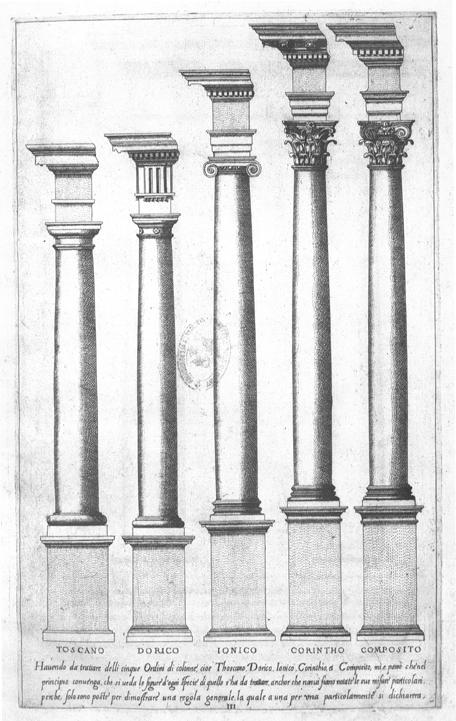
I cinque ordini secondo Il Vignola

L'ordine architettonico è l'insieme ordinato e proporzionato, secondo una regola sufficientemente uniforme, degli elementi del sistema trilitico. I principi ordinatori, diversi per ogni ordine, si svilupparono a partire dall'architettura greca  classica, poi in quella romana, e successivamente codificati dalla cultura architettonica rinascimentale e post rinascimentale. Ogni ordine è distinto da proporzioni e profili e dettagli caratteristici, generalmente riconoscibili dal tipo di colonna, o per meglio dire dall'insieme coordinato di elementi architettonici teso a costituire un completo sistema trilitico, i cui elementi caratterizzanti sono principalmente la colonna (base, fusto e capitello) e la sovrastante trabeazione (architrave, fregio e cornice). Nell'applicazione pratica si è assistito, in varie epoche, all'uso di una parte dell'ordine (colonna o in genere piedritto) come sostegno di sistemi ad arco.
I tre stili principali sono dorico, ionico e corinzio. La prima codificazione degli ordini architettonici che ci è pervenuta è contenuta nel trattato in dieci libri De architectura di Vitruvio che dedicò buona parte del secondo, terzo e quarto libro alla descrizione dei tre ordini di origine greca (dorico, ionico, corinzio). Tali ordini sono stati infatti sviluppati nell'architettura greca: il dorico e lo ionico a partire dalle sue origini, al momento delle prime realizzazioni in pietra, diffondendosi già dal VI secolo a.C., con una prevalenza del dorico nella Grecia continentale e nelle colonie della Magna Grecia e dello ionico e eolico (raro, per esempio il tempio di Neandria e il tempio di Larissa) nelle città greche dell'Asia Minore, odierna Turchia.
Il primo esempio di capitello corinzio risale invece al IV secolo a.C. nel tempio di Apollo a Bassae. Secondo Vitruvio, l'inventore fu l'architetto Callimaco, che passeggiando vide un cesto depositato come offerta votiva su una tomba di una giovane e coperto da una lastra quadrangolare, intorno al quale era cresciuta una pianta di acanto, dal quale prese ispirazione per lo schema decorativo del nuovo capitello. 
A questi tre ordini Vitruvio aggiunse, con una descrizione sommaria, l'ordine tuscanico che riteneva autoctono dell'Italia, ma che sostanzialmente rappresenta una variante locale italica del dorico.
A partire dalla fine del XV secolo, la diffusione del trattato vitruviano portò a varie riflessioni e speculazioni sugli ordini architettonici. Dal XVI secolo in poi, i teorici dell'architettura, e per primo Sebastiano Serlio, riconobbero cinque ordini nell'architettura classica, aggiungendo quindi l'ordine composito che Vitruvio non cita in quanto fu una creazione romana dell'epoca di Augusto mescolando gli stili ionico e corinzio insieme. Particolarmente importante per aver definito con estrema chiarezza il concetto di ordine architettonico e per la sua grande diffusione fu il trattato del Vignola intitolato appunto Regola delli cinque ordini d'architettura pubblicato nel 1562.
La speculazione sugli ordini continuò fino al XIX secolo con tentativi vari di canonizzazione di tipi, utilizzazioni, dimensioni, proporzioni e sintassi compositiva, ma anche con ricerche stravaganti tra cui proposte di ulteriori ordini come quello salomonico.

## Caratteristiche
L'ordine architettonico si basa su rapporti proporzionali: si tratta un sistema di regole (canoni) che stabilisce i rapporti proporzionali tra ogni singola parte del tempio greco con ogni altra singola parte di esso.
Questi rapporti proporzionali sono fondati sul modulo costituito dal diametro della colonna preso all'imoscapo (punto più basso della colonna).
Gli ordini architettonici, liberi (con colonne o pilastri) o addossati ad una parete (con semicolonne o lesene), sono costituiti da elementi di sostegno verticali (p.e. colonna) e da un elemento orizzontale (trabeazione).
A sua volta la colonna si compone di tre elementi: (capitello, fusto, base), e così anche la trabeazione (cornice, fregio, architrave).

## Ordini principali
Non solo il capitello, ma anche gli altri elementi dell'ordine sono differenti sulla base di questa medesima suddivisione: tuttavia va rilevato che nell'architettura romana è tutt'altro che raro trovare mescolati elementi di ordini diversi, un uso iniziato in epoca ellenistica.
Da notare che nel periodo in cui fu elaborato il capitello composito, venne creato anche un nuovo tipo di base, costituito da due tori separati da due scozie (modanatura concava con profilo curvilineo a tre quarti di cerchio), che viene chiamato "base composita", e che costituisce il tipo più diffuso nell'architettura romana di età imperiale (insieme alla base "attica", con una sola scozia tra i due tori). Questo nuovo tipo di base viene tuttavia utilizzato sia con l'ordine corinzio che con l'ordine composito.
Inoltre, a partire già dall'età romana repubblicana si era sviluppato anche un diverso tipo di cornice, nella quale la parte sporgente superiore era sorretta da mensole (cornice con mensole). Anche questa nuova forma diventa canonica dall'epoca augustea e viene utilizzata sia con l'ordine corinzio che con quello composito.

### Ordine dorico
- Base mancante: il fusto della colonna poggia direttamente sull'ultimo dei tre gradini che formano la piattaforma del tempio (stilobate).
- Gli elementi di sostegno sono meno slanciati, rispetto agli altri ordini.
- Fusto scanalato dorico: le scanalature si incontrano formando un angolo vivo, invece che essere separate da listelli. Tale caratteristica è riconosciuta essenziale per il dorico greco arcaico, ma in seguito spesso non fu mantenuta.
- Capitello dorico formato da abaco più echino. L'echino, nell'età arcaica si presenta schiacciato, sporgente e rigonfio, mentre nell'età classica si presenta con una forma a tronco di cono. L'abaco ha la forma di un parallelepipedo a base quadrata.
- Architrave non suddiviso in fasce e con guttae, ossia piccoli elementi a forma di tronco di cono, al di sotto della fascia sporgente che funge da coronamento (taenia).
- Fregio suddiviso in metope, riquadri piani decorati a pittura o a rilievo, e triglifi, elementi più sporgenti solcati da scanalature (in teoria tre, da cui il nome tri-glifo).
- Cornice con una parte superiore più sporgente, decorata sulla superficie inferiore (soffitto) con basse tavolette (mutuli) ornate da più file di guttae (gocce). Priva di dentelli nella parte inferiore.

### Ordine tuscanico
- Base presente: il tipo propriamente tuscanico è costituito da un semplice toro, o modanatura con profilo a semicerchio convesso.
- Fusto come nell'ordine dorico, oppure liscio.
- Capitello tuscanico
- Architrave teoricamente come nell'ordine dorico.
- Fregio teoricamente come nell'ordine dorico.
- Cornice teoricamente come nell'ordine dorico.

### Ordine ionico
- Base presente: la base può assumere forme diverse a seconda del luogo e del periodo, la più nota e comune è, comunque, quella detta "base attica", dal luogo in cui è stata utilizzata per la prima volta (toro, trochilo o scozia, toro).
- Fusto scanalato con le scanalature separate da listelli e non a spigolo vivo.
- Capitello ionico
- Architrave suddiviso in fasce, ciascuna leggermente sporgente rispetto a quella inferiore, e coronato superiormente da modanature.
- Fregio continuo.
- Cornice con dentelli[3].

### Ordine corinzio
- Base presente.
- Fusto scanalato come nell'ordine ionico.
- Capitello corinzio.
- Architrave come nell'ordine ionico.
- Fregio continuo come nell'ordine ionico.
- Cornice come nell'ordine ionico.

### Ordine composito
- Base presente.
- Fusto scanalato come nell'ordine ionico.
- Capitello composito
- Architrave come nell'ordine ionico.
- Fregio continuo come nell'ordine ionico
- Cornice come nell'ordine ionico.

## L'utilizzo degli ordini architettonici nella storia dell'architettura
Il sistema degli ordini architettonici è la formalizzazione dal punto di vista decorativo del sistema costruttivo su cui si basa l'architettura greca, il sistema trilitico (ossia, letteralmente, "a tre pietre": due sostegni verticali ed un elemento orizzontale che copre lo spazio tra i due). L'essenza stessa dell'architettura greca si basa sull'equilibrio e l'armonia delle proporzioni delle parti, sia fra loro che con il tutto, che saranno formalizzate negli schemi dei diversi ordini architettonici di epoca classica, trovando sempre nuove realizzazioni in particolare negli edifici templari.
In epoca romana l'architettura, a partire soprattutto dal II secolo a.C. acquista altre caratteristiche, con un maggiore interesse all'articolazione degli spazi interni, resa possibile dalla duttile tecnica costruttiva del cementizio. In questo caso gli ordini architettonici ereditati dalla tradizione greca ed ellenistica, costituiscono soprattutto un rivestimento decorativo, che spesso ha poco a che fare con la reale struttura portante dell'edificio. In questo contesto dunque acquista maggiore importanza la decorazione degli elementi architettonici piuttosto che il loro sistema proporzionale. Si capisce dunque come sia possibile sia l'invenzione di forme nuove, sia la mescolanza di elementi di ordini diversi.
L'abbandono del sistema trilitico, già svuotato del suo significato strutturale, avviene lentamente. Nel III secolo, in grandi monumenti di committenza imperiale, invece che un architrave le colonne sorreggono degli archi (tra i primi esempi i portici della piazza del Foro severiano a Leptis Magna, in Libia).
Sarà questo il sistema prevalentemente adottato per le colonne che dividono in navate le chiese della prima epoca medioevale a Roma e altrove, che spesso utilizzano per fusti, basi e capitelli, pezzi di reimpiego, mescolando tra loro, spesso per necessità ed economia, elementi di diversa origine, tipologie e misure. In questo quadro gli elementi degli ordini architettonici classici non vengono più utilizzati per una partizione delle superfici e degli spazi, ma come decorazione con valore simbolico, che si riferisce alla grandezza del passato.
In epoca rinascimentale, l'esigenza di un inquadramento razionalmente comprensibile dello spazio e delle superfici, fa rinascere l'interesse per gli ordini architettonici: gli elementi visibili degli edifici di Roma in rovina vengono disegnati e studiati dagli architetti (tra i primi Filippo Brunelleschi), che ne ripropongono le forme nelle loro realizzazioni, badando nuovamente alle proporzioni. Ma è soprattutto con Leon Battista Alberti nel suo De re Aedificatoria che venne assimilato e sistematizzato il lemmario classico degli ordini poi ulteriormente codificato e diffuso da Andrea Palladio.
Da questo momento le tradizionali forme dell'architettura classica continueranno ad essere utilizzate, passando per l'esuberanza decorativa dello stile barocco, la ripresa formale del neoclassico, le mescolanze eclettiche con forme artistiche di altra provenienza storica e geografica nell'eclettismo degli inizi del XX secolo.